# Gardham
Gardham – osada w Anglii, w hrabstwie East Riding of Yorkshire. Leży 20 km na północny zachód od miasta Hull i 264 km na północ od Londynu.